# Unterseeboot 88 (1941)
Pour les articles homonymes, voir Unterseeboot 88.
Le Unterseeboot 88 (ou U-88) est un sous-marin allemand (U-Boot) de type VII.C construit pour la Kriegsmarine pendant la Seconde Guerre mondiale.

## Construction
L'U-88 est issu du programme 1937-1938 pour une nouvelle classe de sous-marins océaniques. Il est de type VII C lancé entre 1936 et 1940. Construit dans les chantiers de Flender Werke AG à Lübeck, la quille du U-88 est posée le 1er juillet 1940 et il est lancé le 16 août 1941. L'U-88 entre en service deux mois plus tard.

## Historique
En service le 25 octobre 1941, comme sous-marin d'entrainement, l'U-88 est affecté à la 8. Unterseebootsflottille à Königsberg et Dantzig.

Le 1er mai 1942, l'U-88 devient opérationnel dans la 7. Unterseebootsflottille à Saint-Nazaire puis à partir du 1er juillet 1942 dans la 11. Unterseebootsflottille à Bergen.
Il effectue sa première patrouille de guerre, partant du port de Kirkenes, le 29 avril 1942, sous les ordres du Kapitänleutnant Heino Bohmann. Après cinq jours en mer, il arrive à Kirkenes le 3 mai 1942.
L'Unterseeboot 88 a effectué 3 patrouilles dans lesquelles il a coulé 2 navires marchands pour un total de 12 304 tonneaux au cours des 49 jours en mer.
Pour sa troisième patrouille, l'U-88 quitte le port de Narvik le 25 août 1942 toujours sous les ordres du Kapitänleutnant Heino Bohmann. Après 19 jours en mer, l'U-88 est coulé le 12 septembre 1942 dans l'Océan Arctique au sud de Spitzberg, à la position géographique de 75° 04′ N, 4° 49′ E par des grenades anti-sous-marines lancées par le destroyer britannique HMS Faulknor. 
Les 46 membres d'équipage meurent dans cette attaque.

## Affectations
- 8. Unterseebootsflottille à Königsberg et Dantzig du 15 octobre 1941 au 30 avril 1942 (entrainement)
- 7. Unterseebootsflottille à Saint-Nazaire du 1er mai au 30 juin 1942 (service actif)
- 11. Unterseebootsflottille à Bergen du 1er juillet au 12 septembre 1942 (service actif)

## Commandement
- Kapitänleutnant Heino Bohmann du 15 octobre 1941 au 12 septembre 1942

## Patrouilles
|       | Commandant           | Départ        | Départ   | Arrivée           | Arrivée  | Jours    | Succès   |
| ----- | -------------------- | ------------- | -------- | ----------------- | -------- | -------- | -------- |
|       | Kptlt. Heino Bohmann | 18 avril 1942 | Kiel     | 24 avril 1942     | Kirkenes | 7 jours  |          |
| 1     | Kptlt. Heino Bohmann | 29 avril 1942 | Kirkenes | 3 mai 1942        | Kirkenes | 5 jours  |          |
|       | Kptlt. Heino Bohmann | 4 mai 1942    | Kirkenes | 6 mai 1942        | Narvik   | 3 jours  |          |
| 2     | Kptlt. Heino Bohmann | 17 juin 1942  | Narvik   | 11 juillet 1942   | Narvik   | 25 jours | 12 304   |
| 3     | Kptlt. Heino Bohmann | 25 août 1942  | Narvik   | 12 septembre 1942 | Coulé    | 19 jours |          |
| Total | Total                | Total         | Total    | Total             | Total    | 59 jours | 12 304 t |

Note : Kptlt. = Kapitänleutnant

### Opérations Wolfpack
L'U-88 a opéré avec les Wolfpacks (meutes de loup) durant sa carrière opérationnelle:
- Strauchritter (29 avril 1942 - 2 mai 1942)
- Eisteufel (21 juin 1942 - 11 juillet 1942)
- Trägertod (12 septembre 1942 - 12 septembre 1942)

## Navires coulés
- L'Unterseeboot 88 a coulé 2 navires marchands pour un total de 12 304 tonneaux lors de ses 3 patrouilles (59 jours en mer) qu'il effectua.

| Date           | Nom           | Nationalité | Tonnage (GRT) | Fait  |
| -------------- | ------------- | ----------- | ------------- | ----- |
| 5 juillet 1942 | Carlton       | USA         | 5 127         | Coulé |
| 5 juillet 1942 | Daniel Morgan | USA         | 7 177         | Coulé |